# Пиштане
Пиштане (алб. Pishtan) је насељено место у општини Пећ, на Косову и Метохији. Према попису становништва из 2011. у насељу је живело 84 становника.

## Историја
Усред села, у долини и воћњаку Јанићија Јанићијевића, сачувани су остаци цркве Св.Петке. На Главици коју са свих страна окружује село, у шумици са десетак старих дубова је старо српско гробље са преко стотину старих гробова, са надгробним каменим крстовима или без њих. У цркви Ваведења Пресвете Богородице у селу Белом Пољу код Пећи дароване су сликане двери, велики крст и осам икона Св. Јована и представа из Старог и Новог завета које је 1874. године даровала вишечлана породица браће Милка, Стефа, Стојана, Милована, Станише и Вукоте, не уписавши своје презиме. Све иконе радио је сликар Василије Крстић-Даскаловић, те о себи и о дародавцима оставио дуг запис. Јуна месеца 1999. године у спаљеној цркви Ваведења Пресвете Богородице у Белом Пољу изгореле су и све дароване иконе пиштанских дародаваца.

## Познате личности
- Алексеј Богићевић, викарни епископ хвостански.

## Становништво
Према попису из 2011. године, Пиштане има следећи етнички састав становништва:
| Националност | 2011.       |
| Албанци      | 83 (98,80%) |
| други        | 1 (1,20%)   |
| Укупно       | 84          |

| Демографија | Демографија | Демографија |
| Година      | Становника  | Становника  |
| ----------- | ----------- | ----------- |
| 1948.       | 161         |             |
| 1953.       | 239         |             |
| 1961.       | 251         |             |
| 1971.       | 250         |             |
| 1981.       | 229         |             |
| 1991.       | 174         |             |
| 2011.       | 84          |             |